# Château d'Elvas
Le château d'Elvas est une fortification militaire médiévale situé dans la freguesia de Alcaçova (pt), sur le territoire de la municipalité de Elvas (district de Portalegre, Portugal),.
Il faisait partie d'une première ligne de défense dans l'Alentejo portugais, en conjonction avec les forts militaires d'Ouguela, Campo Maior, Olivence et Juromenha.
Il est classé « Monument national » depuis 1906.

## Historique
Entre les VIIIe et XIIe siècles, les forces musulmanes occupèrent Elvas, ce qui conduisit à la construction de la forteresse. Elle fut brièvement conquise par les forces fidèles à Afonso Henriques vers 1166, une action qui se répéta les années suivantes avec la prise et la reconquête du point stratégique par les Maures. 
En 1200, Sanche Ier encercla la citadelle, et son successeur, Sanche II, tenta de s'emparer d'Elvas en 1226, au moment même où Alphonse IX de León tentait de prendre Badajoz : bien que concertée, elle échoua. Une autre tentative suivit en 1228, également infructueuse, jusqu'en 1230, après l'abandon du château et des territoires environnants par les forces musulmanes, informées qu'Alphonse IX avait atteint Mérida et la menaçait. 

### Royaume du Portugal
L'année précédente (1229), Sanche II avait émis une charte  pour Elvas, qui fut plus tard réaffirmée par le roi Alphonse III en 1263.
La reconstruction du château et du village fortifié entre les XIIIe et XIVe siècles, avec la cerca Fernandina (murailles du roi Ferdinand), toujours sous le règne d'Alphonse IV, qui comprenait 22 tours et 11 portes.
Elvas fut assiégée de 1325 à 1327 par les forces d'Alphonse XI de Castille, en raison de la guerre qui se poursuivait sous le règne d'Alphonse IV. Ce siège dura plusieurs années, d'abord par un siège de deux jours en 1334, puis en 1337, puis en 1381 par l'infant Jean de Portugal (fils du roi Pierre Ier de Portugal et d'Inés de Castro), soutenu par les forces castillanes, lors de la troisième guerre prolongée avec la Castille, sous le règne du roi Ferdinand Ier (1381-1383). Elle fut également assiégée en 1385 par Jean II de Castille, pendant les guerres de la Restauration (1384-1387).
À la suite de ces batailles, entre 1488 et 1490, le château fut reconstruit, avec des modifications complètes de la tour hexagonale, ainsi que la construction d'un donjon beaucoup plus haut, capable de supporter des emplacements d'artillerie. À cette époque, les quartiers de l'Alcade furent également rénovés, tandis que des réparations furent effectuées sur les remparts et trois tours dans l'intervalle. À cette époque, la ville comptait quatre portes intérieures et quatre portes extérieures, toutes sans portes. 
Le 3 mars 1507, le roi Manuel Ier confirma la charte, déjà établie par Alphonse III. Quatre ans plus tard, il ordonna la construction de plusieurs tours le long des murailles et la réparation de deux qui avaient déjà subi des dommages.  Ces actes précédèrent l'élévation d'Elvas au statut de ville (portugais : cidade), ce qu'il fit le 21 avril 1513 avec la promulgation d'une nouvelle charte. La ville
fut  également élevée au rang d'évêché en 1570.
En 1580, Elvas fut occupée, sans combat, par Sancho d'Avila. Entre 1601 et 1602, sous la direction de Luís Serrão Pimentel, les murailles furent réparées, en raison de plusieurs années de négligence.

### Guerres de restauration
En 1641, sous l'administration du gouverneur Matias d'Albuquerque, d'importantes réparations furent entreprises au château et à la forteresse : élargissement des tranchées, renforcement des barbacanes et à l'ouverture d'une brèche pour l'expansion. 
Ce fut le début de la période de construction qui aboutit à la place forte d'Elvas, achevée en 1653, créant une place militaire et une enceinte défensive.  Au milieu de ce projet, les archives documentent la nomination, en 1646, de Pedro Fernandes, quartier-maître de la Sé d'Elvas, et expert accompli en fortifications, pour assister Joannes Cieremans di Cosmander dans les travaux sur les murailles.
Entre 1658 et 1659, Elvas fut encerclée par les forces de Luis de Haro, et les défenseurs du château résistèrent au bombardement espagnol de la ville, bien que beaucoup périrent à cause de la peste noire. Ce fut en fin de compte un précurseur de la bataille des lignes d'Elvas du 14 janvier 1659, qui opposa les forces de Haro aux forces rassemblées d'António Luís de Menezes. 
En 1662, les murs et les défenses de la ville étaient encore en cours de reconstruction sous Luís Serrão Pimentel.

### Guerre de Succession d'Espagne
Après que le Portugal ait rejoint les forces de la Grande Alliance pendant la guerre de Succession d'Espagne, avec le traité de Methuen, il est devenu vulnérable aux attaques de l'Espagne. En 1706, Elvas est tombée sous le siège d'une force franco-espagnole, et encore une fois en 1712, lorsque le marquis de Bay et ses forces ont tenté de s'emparer du château. 
Ces événements ont conduit à la construction d'après-guerre d'un magasin de poudre à canon en 1735, sous la direction et les plans de Manuel de Azevedo Fortes (pt).

### Guerre d'indépendance
Avec l'intervention des forces françaises pendant la guerre d'indépendance espagnole, Elvas reprit une fois de plus le devant de la scène dans la bataille entre l'Espagne et le Portugal. Soutenue par les forces françaises de Manuel Godoy , pendant la campagne connue sous le nom de Guerra das Laranjas (Guerre des Oranges), Elvas fut attaquée par les forces espagnoles en 1801. Cependant, Godoy ne put assiéger la forteresse en raison d'un manque de troupes et de ravitaillement.
Au cours des combats de la campagne de France, Elvas fut prise en 1807 par les Français. L'année suivante, une force anglo-portugaise assiégea Elvas, avant l'expulsion des forces françaises, afin d'expulser les Français en garnison dans le château. 
En 1815, l'une des tours fut démolie afin de protéger un entrepôt situé près du mur. En 1823, des emplacements de batterie furent construites aux tours nord et nord-ouest, ce qui impliqua l'abaissement des emplacements pour des canons de barbette.

### XXesiècle
Entre 1940 et 1948, une grande intervention a été réalisée sur le site, qui a modifié de nombreux espaces. Au cours de ces rénovations, des azulejos représentant la Sagrada Família, sur la porte du château, ont été retirés. 
Le 1er juin 1992, la propriété a été placée sous la gestion de l'IPPAR, en vertu du décret 106F/92.

## Description
Le château se trouve dans un contexte urbain isolé, sur une zone surélevée connue sous le nom de Costa da Vila Fria, avec de nombreuses tours et murs s'étendant sur le paysage. 

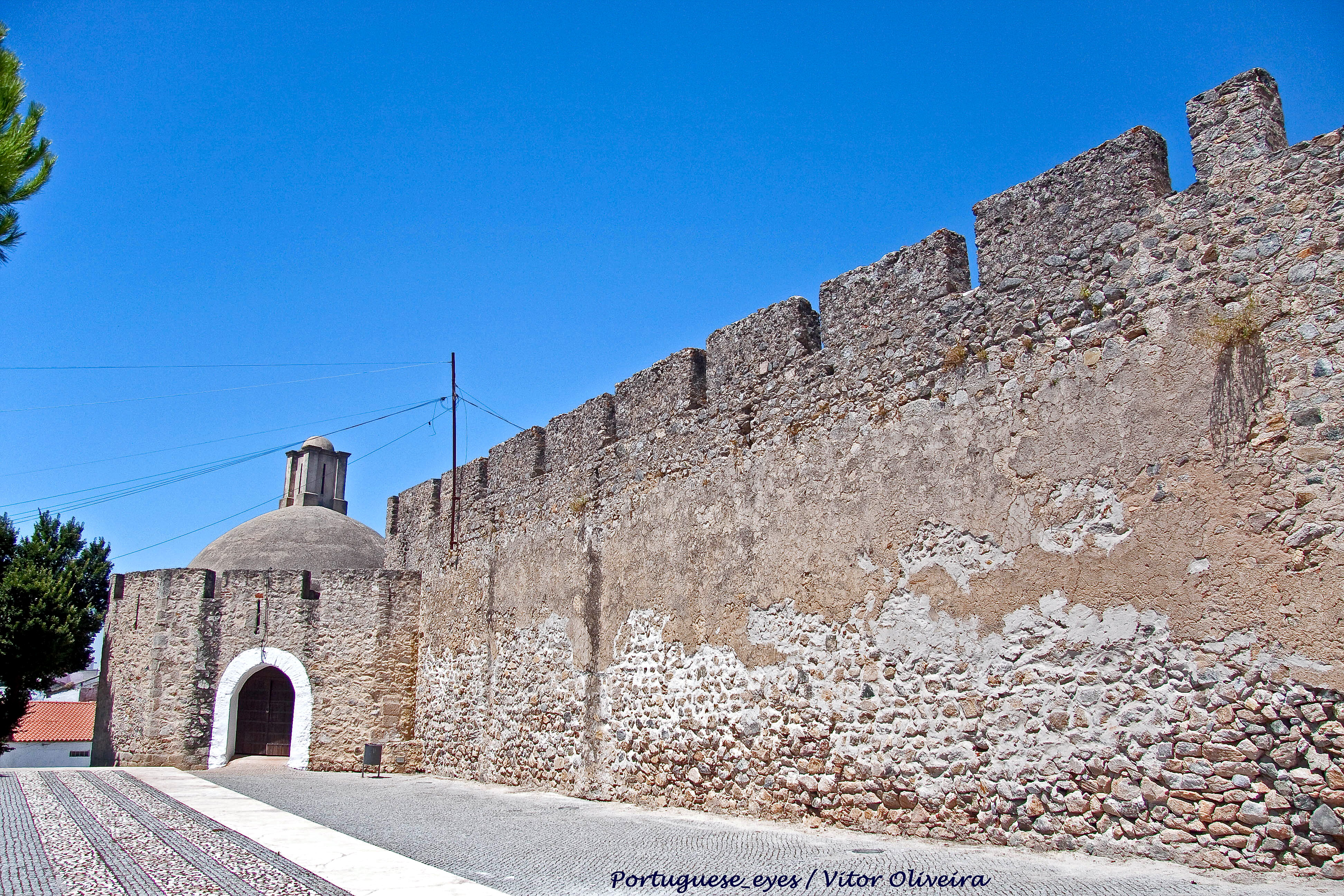

Le plan du château est un polygone quadrilatère irrégulier, défini par quatre murailles, flanquées de tours au sud, à l'ouest et au nord. La Porta da Vila, au sud-ouest, est surmontée d'une pierre de faîte ornée des armoiries du roi Jean II de Portugal et s'ouvre sur la cour où se trouvent plusieurs bâtiments plus anciens. 
Au sud se trouve une citerne, le long de la partie nord-est du mur de fortification, avec des espaces pour l'Alcade situés dans une structure à deux étages. 

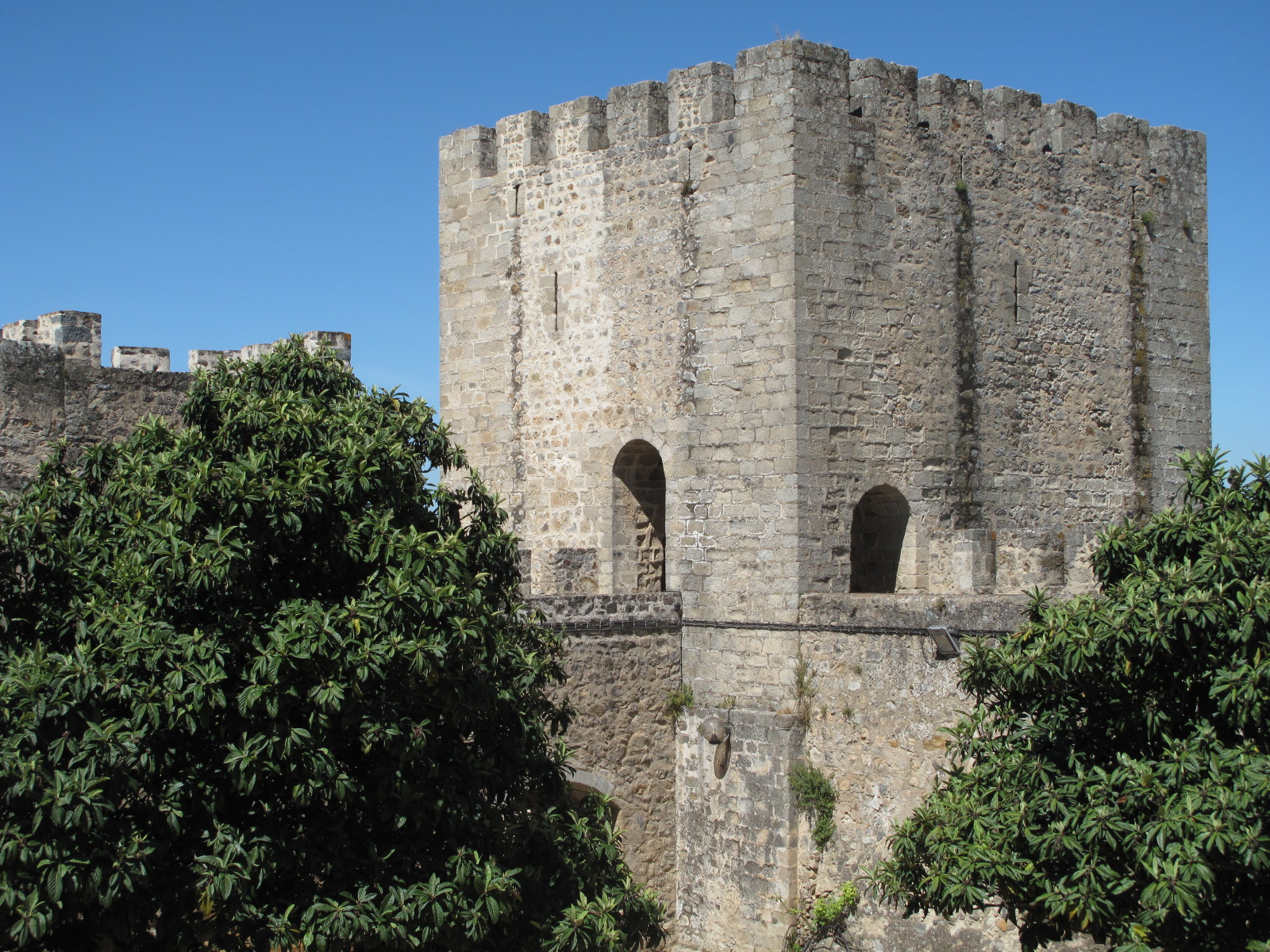

L'accès aux remparts se fait par un escalier sur le mur nord-ouest, défendu par trois embrasures simples et par une porte à arc brisé, qui donne également accès à la Porta da Traição. Les remparts nord-ouest donnent accès à la tour du donjon, une structure rectangulaire, flanquant l'angle ouest.  Une porte en arc roman donne accès au hall principal de la tour, avec quatre meurtrières et un plafond voûté avec des traverses arrondies, formées par les quatre poteaux d'angle. De deux volées d'escaliers se trouve l'étage suivant, juste avant le toit, avec un toit en tuiles. 
Les remparts sud-ouest donnent accès à la tour le long de la porte de la ville, avec un escalier menant au toit. La partie extrême des remparts donne accès à la pointe d'artillerie sur le toit, une position à neuf côtés, qui flanque l'angle sud de la fortification. Cet emplacement offre deux niveaux de tir, avec douze meurtrières, bien que le groupe supérieur soit couvert par le plafond voûté semi-sphérique construit postérieurement. Les créneaux sud-est sont reliés au mur nord-est, interrompu par la maçonnerie de la résidence de l'Alcade. À l'extérieur de ce mur, une structure de soutien, présupposant une terrasse pour la résidence, est visible. À l'extrémité du mur se trouve une construction circulaire, avec une coupole semi-sphérique, protégeant l'entrée d'un escalier circulaire donnant accès à l'extérieur. 

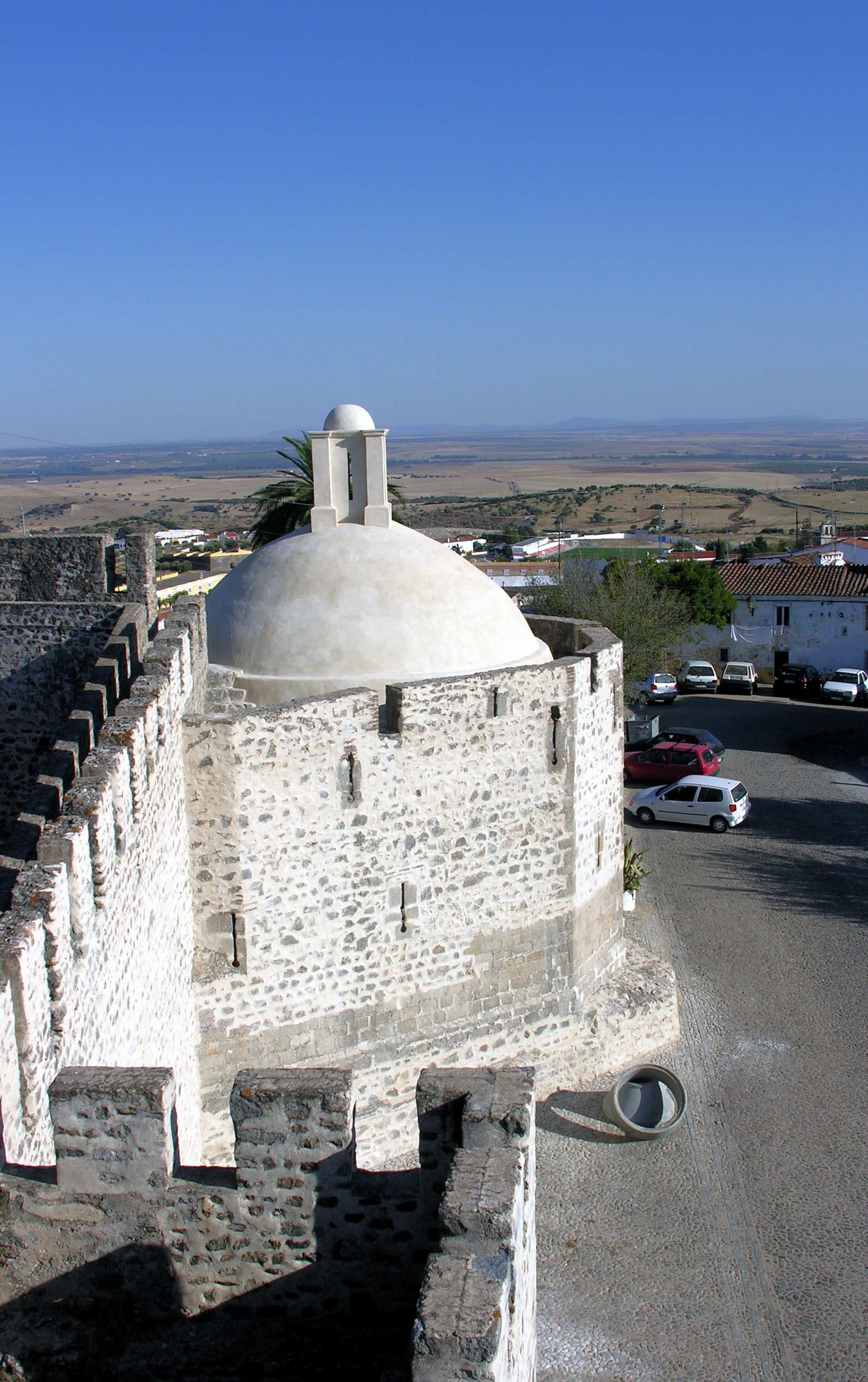

Flanquée au nord, une tour presque carrée avec parapet simple et couchette en maçonnerie. Vers la tour du donjon, à gauche se trouve une citerne suspendue et à droite une tour rectangulaire avec parapet simple. Tous les créneaux du château sont larges. 
On accède à la résidence de l'alcade, sur deux étages, par le porche du rez-de-chaussée, en franchissant une arche romaine. La façade postérieure comprend deux fenêtres au deuxième étage, l'une avec un arc angulaire tronqué, l'autre avec un arc en dais. Le porche présente un plafond voûté dont les épines sont centrées sur une étoile à cinq branches. Une entrée en arc roman mène à un vaste hall, avec un plafond voûté composé de six poutres et de sept arches ancrées par des piliers.  Un escalier extérieur en marbre, composé de deux volées, mène à un porche orné de huit piliers rectangulaires. De là, deux portes à encadrement carré donnent accès aux pièces, couvertes d'un plafond en bois. Au sud-est, se trouve un hall avec cinq portes, une fenêtre et une cheminée, qui communique avec la cuisine (avec poêle et cheminée). Le hall situé au nord-ouest possède deux fenêtres et trois portes, dont l'une est commune à l'intérieur.